# The Map Library
The Map Library é um projeto de Mapa Maker Trust Organização de caridade, e apoiado por Map Maker Ltd., para o fornecimento gratuito de dados Sistema de Informação Geográfica-SIG. O site também hospeda projeto de software livre para a conversão de arquivos raster gráficos e vector vetoriais. A partir de setembro de 2007, os únicos dados disponíveis eram para os continentes da África e América Central.